# Коронел Фабрисијано
Коронел Фабрисијано (порт. Coronel Fabriciano) је општина у држави Минас Жераис у југоисточној регији Бразила. Налази се 200 км од главног града. Општинско становништво је 2016. проценио бразилски институт за географију и статистику на 109.857 становника, што је 28. место по броју становника у држави Минас Жераис. Површина је 221.252 km2 (85.426 sq mi).
Име су добили, у знак захвалности, по потпуковнику Фабрисијано де Бриту. Град се налазио између највеће индустрије челика у држави Минас Жераис; Усиминас, у Ипатинги, и Аперам Јужна Америка, у Тимотеи. Ове индустрије су се налазиле у Фабрисијано у време када су изграђене и биле су кључне за развој града. Међутим, ови објекти се налазе унутар подручја Ипатинга и Тимотеа, који су еманциповани од Коронел Фабрицануа и уграђени у њих 1964. године.
Коронел Фабрисијано налази се у Serra dos Cocais, дому многих природних атракција града попут „Pedra Dois Irmãos“ (камена два брата), „Pedra do Caladão“ (камена Каладао), „Cachoeira do Escorregador“ (тобогана водопада), „Trilhas da Mamucha“ (стазе Мамуча) и других водопада и стаза. Популарни су спортови на отвореном као што су лакше планинарење, захтевније планинарење, брдски бициклизам, скакање падобраном. У граду се налазе и историјски споменици попут „Catedral de São Sebastião“ (катедрале Светог Себастијана), „Colégio Angélicа“ (колеџа Анћелике) и „Monumento Terra Mãe“ (споменика Мајци Земље).
Индекс хуманог развоја износи 0,755, а програм Организације уједињених нација за развој класификује као висок.

## Историја
Отварањем станице Каладо почели су да подижу прве домове, врло сиромашне и основне. Тек 1928. године изграђена је, осим железничке станице, прва кућа обложена керамиком.
Законом државе бр. 843, од 17. новембра 1926. године, дистрикт је створен, насељавајући 7. маја 1927. године у тадашњој баштини Санто Антонио.
Прво име места, када је био нетакнута шума, било је Бара, због локације у ушћу реке Каладао. У августу 1938. године преименован је у Коронел Фабрисијано, у част пуковника Фабрициана де Брита, поводом његове стогодишњице од рођења. Десет година касније, створен је општински округ.
Након дугог поступка, који је прошао процедуру у законодавној скупштини 27. децембра 1948. године, гувернер Милтон Кампос потписује закон бр. 336, стварајући општински округ Коронел Фабрисијано.
Упркос еманципацији 27. децембра 1948. године, са локалном парохијом потписан је споразум којим се рођендан града обележава 20. јануара, на дан заштитника града Светог Себастијана.

## Географија

### Статистика
- Надморска висина: 240 м
- Клима: субтропска[11]
- Просечна годишња температура: 22 °C
- Географска ширина југ: 19°31'07 "
- Географска дужина запад: 42°37'44

### Подела

#### Главне улице и авеније
Већина главних градских авенија и улица названа су по важним људима.

## Удаљеност од других градова (КМ)
- Бело Оризонте: 198
- Рио де Жанеиро: 560
- Сао Пауло: 765
- Виторија: 420
- Бразилија: 936
- Ипатинга: 13
- Говернадор Валадарес: 118
- Сете Лагоас: 273

## Економија
Град се налази између Ипатинге и Тимотеа, који су основа модерне индустрије црне металургије Минас Жераиса. Коронел Фабрисијано је други по величини град и трећи по бруто домаћем производу.
Трговина, услуге, монокултура еукалиптуса, мала и средња индустрија су главне активности компаније Коронела Фабрициана. 

### Трговина
Према званичним статистикама градске куће, комерцијалне активности укључују 3.561 регистрованих објеката. Одељење услуга укључује 3.275 регистрованих имена, око 1.800 смештаја, а 400 их је уоквирено у категорије „три“ или „четири звездице“. 

### Пољопривреда
Еукалиптус из руралних подручја користи бразилско- јапанска фабрика целулозе у Бело Ориенту. Користе га и локалне фабрике угља.

### Индустрија
Неколико фабрика има седиште у граду, а многе у индустријском округу.

## Спорт
Често је планинарење, вожње мотоциклом и бициклом, пешачење и јахање.

### Аутомобилизам
Године 2008. Коронела Фабрициана је био домаћин трећег државног шампионског првенства у аутомобилизму. 

### Фудбал
Главни професионални фудбалски клуб у граду је Social који игра у шампионату Минеироу.

## Галерија
- Градска скуштина
- Парохијска црква Светог Себастијана (1949)
- Индустрија
- Природа